# Shahid-Shiroudi-Stadion
Das Shahid-Shiroudi-Stadion (persisch ورزشگاه شهید شیرودی) ist ein Fußballstadion mit Leichtathletikanlage in der iranischen Hauptstadt Teheran. Die Anlage ist nach dem Hubschrauberpilot Ali Akbar Shiroodi benannt, der im Iran-Irak-Krieg getötet wurde.

## Geschichte
Der Bau begann 1939 und wurde 1942 eröffnet. 2006 wurde es renoviert. Es hieß bis zur Islamischen Revolution 1979 Amjadiyeh-Stadion. Es bietet heute 25.000 Zuschauerplätze zu Fußballspielen und war bis zur Eröffnung des für die Asienspiele 1974 erbaute Aryamehr-Stadions (heute: Azadi-Stadion) Austragungsort von Länderspielen der iranischen Fußballnationalmannschaft sowie Heimspielstätte der Teheraner Fußballvereine FC Persepolis, FC Taj Teheran und des FC Shahin Teheran. 1968 war es der Spielort der Endrunde der Fußball-Asienmeisterschaft. Zwei Jahre später war das Stadion Schauplatz der Partien des Asian Champion Club Tournament 1970. Das Endspiel gewann der FC Taj Teheran mit 2:1 gegen die israelische Mannschaft Hapoel Tel Aviv. 1974 wurden während der Asienspiele in Teheran Partien des Fußballturniers im Amjadiyeh-Stadion ausgetragen. 2000 fanden alle Spiele der U-19-Fußball-Asienmeisterschaft im Shahid-Shiroudi-Stadion statt. Bis 2009 wurde das Stadion hauptsächlich für den Fußball genutzt. 2015 wurde das Stadion geschlossen. Im September des Jahres wurde eine umfassende Renovierung des gesamten Shiroudi-Sportkomplexes angekündigt.